# Batalha de Angaur
A Batalha de Angaur foi uma batalha ocorrida como parte da Campanha nas Ilhas Marianas e Palau no Pacífico durante a Segunda Guerra Mundial, lutada na ilha de Angaur, nas Ilhas Palau, de 17 a 30 de setembro de 1944.

## Antecedentes
Angaur era uma pequena ilha vulcânica, com uma área total de 4.8 km, separada de Peleliu por uma faixa de apenas 9.7 km. A ilha contava com uma pequena população civil antes da guerra, que tirava seu sustento da pesca e da caça aos animais nativos, além de operações de mineração. Em meados de 1944, os japonses tinham ao menos 1 400 soldados na ilha, sob o comando do Tenente-General Sadae Inoue.
As fracas defesas em Palau e do potencial da ilha de servir como campo aéreo a tornaram um alvo atrativo para os americanos que tinham acabado de conquistar as Ilhas Marshall, mas a falta de suprimentos e de navios de desembarque fizeram com que o ataque a Palau fosse atrasado até que as Ilhas Mariana fossem tomadas.

## A batalha
O bombardeio naval a Angaur, feito por vários cruzadores e contratorpedeiros americanos comandados pelo USS Wasp e também de aviões bombardeiros, começou em 11 de setembro de 1944. Seis dias depois em 17 de setembro, a 81ª Divisão de Infantaria comandada pelo Major General Paul J. Mueller desembarcou na costa norte e sul. Minas e congestionamento causou mais danos que os contra-ataques japoneses. Mas a resistência inimiga foi aumentando conforme os americanos avançavam no "the Bowl", uma montanha perto do Rio Salome ao norte da ilha onde os japoneses se preparavam para uma última investida. Em 20 de setembro, o 322º Batalhão atacou repetidamente o the Bowl, mas os 750 defensores os repeliram com artilharia, morteiros e fogo de metralhadoras. Sofrendo com falta de suprimentos, desde comida, água até munição, os americanos conseguiram contratacar os japoneses e em 25 de setembro eles penetraram fundo na região do Bowl. Em 30 de setembro, a ilha foi declarada segura. Um dos comandantes na defesa da ilha, major Ushio Goto, foi morto em 19 de outubro lutando para manter a posse de uma caverna. O último combate foi reportado em 22 de outubro, com um total de 36 dias de luta. Os americanos tentavam expulsar a resistência japonesa de suas cavernas com explosivos, tanques, artilharia e lança-chamas. A 81ª Divisão de Infantaria finalmente tomou toda a ilha de Angaur, apesar de sofrer mais baixas do que infligira.

## Consequências
Os aeroportos começaram a ser construídos na ilha ainda com a batalha em andamento. Mas o atraso para começar a campanha em Palaus não deu tempo para que os aeroportos fossem usados na operação para reconquistar as Filipinas em outubro de 1944. O Almirante William F. Halsey, Jr. tinha argumentado antes da operação em Palaus que toda essa campanha era desnecessária e muitos historiadores  militares concordam com ele, e sugerem que o único beneficio desta batalha foi dar mais experiência a 81ª Divisão de Infantaria.
A 81ª Divisão seguiu então diretamente para a batalha na ilha de Peleliu para ajudar a 1ª Divisão de Fuzileiros, que estava encontrando feroz resistência nas montanhas daquela ilha.